# Mengong
Mengong es una comuna camerunesa perteneciente al departamento de Mvila de la región del Sur.
En 2005 tiene 17 222 habitantes, de los que 1383 viven en la capital comunal homónima.
Se ubica unos 30 km al este de la capital regional Ebolowa.

## Localidades
Comprende, además de Mengong, las siguientes localidades:
- Aba Bita
- Abiete
- Adjap-Yevol
- Ando'o
- Ato'oveng
- Atoui
- Ban-Hop
- Doum
- Doungou
- Ebap
- Ebolobola
- Efot
- Ekouk
- Emanemvam
- Endam
- Enyieng
- Essessana
- Esso'o Bengah
- Etondo
- Ke'eke
- Koungoulou
- Loum
- Ma'an Menyine
- Mboabang I
- Mbondo
- Mefiep
- Mekamevom
- Mvangue
- Mvii
- Ndeng
- Ngomessane
- Ngoulessaman
- Nguet-Yembong
- Nkane
- Nko'ovos II
- Nkolbengue
- Nkoléteto
- Nkolowon
- Nnemeyong I
- Nnemeyong II
- Nnemeyong III
- Nyengue
- Ondondo
- Yem